# Wellmann Róbert
Wellmann Róbert (Szerdahely, 1866. július 10. – Paks, 1946. február 22.) festő és grafikus.

## Élete
Wellmann Sámuel és Goldschmidt Anna gyermekeként született evangélikus szász családban. Tanulmányait a Pesti Mintarajziskolában kezdte, majd a müncheni Képzőművészeti Akadémián tanult. Mesterei Székely Bertalan, Gabriel von Hackl és Ludwig von Löfftz voltak. Hosszú időn át Rómában dolgozott, de működött Berlinben, Münchenben és Budapesten is. Figurális kompozíciókkal és naturalista arcképrajzokkal szerepelt a budapesti kiállításokon. Több alkotása, köztük az Anya gyermekével című képe a Magyar Nemzeti Galéria tulajdonában van. Kedvelt témája volt az erdélyi szászok életének megörökítése.
Házastársa Horváth Gizella volt, akivel 1924. október 23-án Budapesten, a Ferencvárosban kötött házasságot.